# A Baía dos Anjos
A Baía dos Anjos (La baie des anges) é um filme francês de 1962, do gênero drama, realizado por Jacques Demy.
Em Portugal o filme também teve o título de A Grande Pecadora.

## Sinopse
Um empregado bancário é levado ao casino por um colega e ganha. Encorajado por esta ocorrência, parte de férias para Nice para jogar e conhece uma jovem dama que sacrificou toda a sua existência à paixão do jogo. Juntos perdem todo o seu dinheiro, e o herói coloca a mulher entre a escolha do amor a as mesas de jogo.

## Elenco
- Jeanne Moreau
- Claude Mann
- Paul Guers
- Henri Nassiet